# Arquebisbat de Catània
L'arquebisbat de Catània (italià: Arcidiocesi di Catania; llatí: Archidioecesis Catanensis) és una seu metropolitana de l'Església catòlica que pertany a la regió eclesiàstica Sicília. El 2006 sumava amb 724.886 batejats al voltant de 734.218 habitants. Actualment està dirigida per l'arquebisbe Luigi Renna.

## Territori
L'arquebisbat comprèn els següents municipis de la província de Catània: Adrano, Belpasso, Biancavilla, Bronte, Camporotondo, Catània, Gravina di Catania, Maletto, Maniace, Mascalucia, Misterbianco, Motta Sant'Anastasia, Nicolosi, Paternò, Pedara, Ragalna, San Giovanni La Punta, San Gregorio di Catania, San Pietro Clarenza, Sant'Agata li Battiati, Santa Maria di Licodia, Trecastagni, Tremestieri Etneo, Viagrande, Zafferana Etnea i Bongiardo, un barri de Santa Venerina.
La seu arquebisbat és la ciutat de Catània, on es troba la catedral de Santa Àgata.
El territori s'estén sobre 1.332 km², dividit en 155 parròquies, i té una població d'uns 700.000 habitants.

### Santuaris diocesans
Entre els santuaris diocesans més importants per la seva història i devoció extraordinària està el de Sant'Agata al Carcere a Catània; el de la Madonna della Sciara a Mompilieri, on cada any hi va l'arxidiòcesi en peregrinació amb l'Arquebisbe a la darrera setmana de maig i el de Sants Alfi, Ciri i Filadelf a Trecastagni .
Altres santuaris a Catània són:
- Santuari de San Francesco all'Immacolata
- Santuari de la Madonna dell'Aiuto
- Santuari de la Madonna di Ognina

I en altres municipis de l'arquebisbat trobem: el Santuari de la Madonna dei malati a Misterbianco, el Santuari de Maria Ausiliatrice a Adrano, el Santuari de Maria Santissima Annunziata a Bronte i a Pedara, el Santuari de la Madonna della Consolazione a Mascalucia i a Paternò, el Santuari de la Madonna Addolorata de Mascalucia, el Santuari de la Madonna della roccia a Belpasso, el Santuari de la Madonna della Ravanusa a San Giovanni La Punta i el Santuari Madonna dell'elemosina Biancavilla.

## Història
La Diòcesi de Catània va ser erigida segons la tradició l'any 42 amb l'arribada del bisbe Sant Berillo a la ciutat d'Etna. És una de les diòcesis més antigues de Sicília.
Fins al 1092 les notícies de la diòcesi de Catània són molt fragmentàries. Se sap, a grants trets, la història de Sant Berillo i de Sant Eupli, diaca del segle iv, però sobretot es coneix la història de Santa Àgata, la patrona de la ciutat, que va ser martiritzada el 5 de febrer del 251. També se sap que el bisbe Teodor va assistir al Segon Concili de Nicea.
El 9 de març de 1092 Roger I de Sicília i el Papa Urbà II van restaurar la diòcesi. El primer bisbe va ser Angerio. Es va acabar la construcció de la Catedral de Santa Àgata i sota el pontificat del seu successor, les relíquies de Santa Àgata van ser portades a la ciutat.
El terratrèmol de 1169, que va matar 15.000 persones, va matar el bisbe Giovanni Aiello, qui es trobava dins de la catedral.
El 4 de febrer de 1183 el papa Luci III va incloure Catània a la província eclesiàstica de l'Arxidiòcesi de Monreale, fet que va ser confirmat pel Papa Climent III el 29 d'octubre de 1188.
El 1572 el bisbe Antonio Faraone va establir a la ciutat de Catània el primer seminari de Sicília.
Després del terratrèmol de 1693, tota la ciutat va ser reconstruïda i una gran contribució va provenir del bisbe Andrea Riggio i de tot el clergat.
Al segle xviii, el bisbe Salvatore Ventimiglia va publicar un catecisme en sicilià, que va ser utilitzat fins a la publicació del catecisme de Pius X.
Al principi del segle xix la diòcesi de Catània va ser desmembrada, i Nicosia, Piazza Armerina, Caltagirone i Acireale es van convertir en bisbats.
El 4 de setembre de 1859 el Papa Pius IX elevà la seu de Catània al rang d'arxidiòcesi immediatament subjecta a la Santa Seu, concedint-li també el privilegi del pal·li arquebisbal, revocat pel Papa Pau VI el 1978.
A la segona meitat del segle xix l'arxidiòcesi estava constituïda per una sola parròquia, i l'arquebisbe era l'únic pastor. L'arxidiòcesi va aconseguir salvar-se de la incardinació dels béns de la taula de l'arquebisbe, segons el previst la llei N. 3838 de 1867, mostrant que l'arquebisbe era, de fet, l'únic sacerdot de l'arxidiòcesi i que els béns s'unien llavors a la cura d'ànimes.
El 2 de desembre 2000 l'arxidiòcesi va ser elevada a seu metropolitana, amb dues diòcesis sufragànies: Acireale i Caltagirone.
S'han organitzat tres sínodes diocesans: el 1622, el 1668 i el 1918. Fins al 1919 el bisbe era l'únic sacerdot de la diòcesi.
En les últimes dècades s'ha establert el pelegrinatge anual de tota la diòcesi al Santuari de Nostra Senyora de la Sciara de Mompilieri a Mascalucia, que té arrels antigues a la història de l'església d'Etna (el més antic dels que es coneix a partir de les últimes dècades del segle ix).

## Cronologia episcopal
- San Berillo ? † (42 - ?)
- Sant'Everio o Severo ? † (264 - 304 ?)
- San Serapione † (304 - 312[4])
- San Severino † (312 - ?)[4]
- Donnino ? † (430 - ?)[4]
- Fortunato † (515 - 516)
- Elpidio I † (558 - 559)
- Elpidio II † (580 - 590)[4]
- Leone I † (591 - 604)
- Iovino ? † (602[4] - ?)
- Magno † (segles vi - vii)
- Giovanni † (645[4] - ?)
- Costantino † (segle vii)
- Giorgio † (678[4])
- Giuliano † (678[4] - ?)
- San Giacomo ? † (740[4] - ?)
- San Sabino † (? - 760 mort)
- San Leone II † (765 vers - 785 mort)
- Teodoro † (785 - 787)
- San Severo † (802 - 814)
- Eutimio † (858 - 870)
- Costantino † (IX secolo)
- Antonio † (880 - ?)
- Leone III † (994[4] - ?)
- Umberto ? † (1040 - ?)[4]
- Angerio † (9 de març de 1092 - 1124)
- Maurizio † (1125 - 1131)
  - Giovanni † (1141 - 1145) (bisbe electe)
- Iveno † (1145 - 1155)[4]
  - Bernardo † (1156 - 1162) (bisbe electe)
  - Guglielmo di Blois † (1167) (bisbe electe)
- Giovanni Aiello † (1167 - 1169 mort)
  - Roberto † (1170 - 1179) (bisbe electe)
- Leone III di Ravenna † (1180 - 1188)
- Simone † (1189 - 1191)
- Leone † (1194)
- Ruggero Orbus de Oco † (1195 - 1207)
- Gualtiero di Pagliara (da Palearia) † (1207 - 1227)
  - Enrico de Palimberga (Bamberga) † (1231 - 1232) (bisbe electe)
  - Oddone Capocci o Ottone Capeto † (1254 - 1256) (bisbe electe)
- Angelo de Abrusca † (1257 - 1272)
  - Angelo Boccamazza † (1273 - 1279) (bisbe electe)
  - Giacomo † (1282 - 1283) (bisbe electe)
  - Ugo † (1291) (bisbe electe)
  - Nicolò Romano † (1293) (bisbe electe)
  - Andrea † (1296) (bisbe electe)
- Gentile Orsini † (1296 - 1303)
- Leonardo de Flisco (Fieschi) † (1304 - 1331)
  - Angelo Saccano † (1331 - 1332) (bisbe electe)
  - Nicola de Ceccano † (1332 - 1339) (bisbe electe)
- Nicola de Grelis † (1339 - 1342)
- Geraldo Oddone † (1342 - 1348)
- Pietro N. † (1349)[4]
- Giovanni de Luna † (1349 - 1355)
- Marziale † (1355 - 1376)
- Elia de Vaudron † (1376 - 1378)
- Simone del Pozzo † (1378 - 1398)
  - Elia de Vaudron † (1378 - 1388) (antibisbe)
  - Pietro de Alagona † (1388 - 1396) (antibisbe)
  - Pietro Serra † (1396 - 1405) (antibisbe)
- Roberto † (1400 - 1408)[4]
- Mauro Calì † (1408 - 1411)
  - Andrea de Pace † (1409 - 1411) (antibisbe)
  - Tommaso de Asmari † (1412 - 1415) (bisbe electe, il·legítim)
  - Mauro Calì † (1416 - 1418) (per segon cop, il·legítim)
- Giovanni de Podionucis (Jean de Puinoix) † (1418 - 1431 mort)
- Giovanni Pesce † (21 de novembre de 1431 - 1447 mort)
  - Giovanni de Primis, O.S.B. † (2 de desembre de 1448 - 21 de gener de 1449 mort) (bisbe electe[5])
- Arias de Avalos † (14 de febrer de 1449 - 1450 mort)
- Guglielmo Bellomo † (2 d'octubre de 1450 - 1472 mort)
- Giuliano della Rovere † (13 de gener de 1473 - 23 de maig de 1474 nomenat arquebisbe d'Avinyó, després elegit papa amb el nom de Juli II)
  - Francesco Campolo † (1474 - 1475 mort) (bisbe electe)
- Giovanni Gatto † (18 d'agost de 1475 - 8 de febrer de 1479 nomenat bisbe de Cefalù)
- Bernat Margarit † (8 de febrer de 1479 - 1486 mort)
  - Giovanni Paternò † (1486 - 1486) (bisbe electe)
- Alonso Carrillo de Albornoz † (8 de novembre de 1486 - 27 de juny de 1496 nomenat bisbe d'Àvila)
- Francesco Garsias † (1493 - 1493)[4]
- Giovanni Daza (de Hach, de Aza) † (27 de juny de 1496 - 14 de febrer de 1498 nomenat bisbe d'Oviedo)
- Francisco des Prats (des Prades) † (14 de febrer de 1498 - 9 de febrer de 1500 nomenat bisbe d'Astorga)
- Diego Ramírez de Guzmán † (1500 - 1500)[4]
- Giacomo (Didaco) Ramírez de Guzmán † (26 de juny de 1500 - 23 d'octubre de 1508 mort)
  - Giovanni Colonna † (1505 ? - 1509 bisbe electe)[4]
- Jaume Conchillos, O. de M. † (25 de febrer de 1509 - 1 d'octubre de 1512 nomenat bisbe de Lleida)
- Gaspare Pou † (4 d'abril de 1513 - 14 d'octubre de 1520 mort)
  - Matthäus Schiner † (1 de novembre de 1520 - 30 de setembre de 1522 dimití) (administrador apostòlic)
  - Pompeo Colonna † (27 de febrer de 1523 - 18 de gener de 1524 dimití) (administrador apostòlic)
- Marino Ascanio Caracciolo † (18 de gener de 1524 - 24 de juliol de 1524 dimití)
- Scipione Caracciolo † (24 de juliol de 1524 - 28 d'octubre de 1529 mort)
- Marino Ascanio Caracciolo † (29 de novembre de 1529 - 9 de març de 1530 dimití) (per segon cop)
- Luigi (Ludovico) Caracciolo † (9 de març de 1530 - 1 de setembre de 1536 mort)
- Marino Ascanio Caracciolo † (1 de setembre de 1536 - 8 de gener de 1537 dimití) (per tercer cop)[6]
- Nicola Maria Caracciolo † (8 de gener de 1537 - 15 de maig de 1567 mort)
- Antonio Faraone † (9 de febrer de 1569 - de juliol de 1573 mort)
- Giovanni de Orosco Arzés † (11 d'agost de 1574 - 28 de març de 1576 mort)
- Vincenzo Cutelli † (11 de setembre de 1577 - 1589 dimití)
- Giovanni Corrionero † (2 de març de 1589 - 9 de juliol de 1592 mort)
- Prospero Rebiba † (1592 - 1593 ? mort)
- Giovanni Domenico Rebiba † (11 de desembre de 1595 - 16 de febrer de 1604 mort)
- Giovanni Ruiz de Villoslada † (5 de desembre de 1605 - 1607 mort)
- Bonaventura Secusio, O.F.M. † (10 de juny de 1609 - març de 1618 mort)
- Giovanni Torres de Osorio † (19 d'octubre de 1619 - 29 de maig de 1624 nomenat bisbe d'Oviedo)
- Innocenzo Massimo † (1 de juliol de 1624 - 1633 mort)
- Ottavio Branciforte † (2 de març de 1638 - 14 de juny de 1646 mort)
- Martino de Leon † (1648 - 1650)[4]
- Marco Antonio Gussio † (22 d'agost de 1650 - de juliol de 1660 mort)
- Camillo Astalli-Pamphilj † (4 de juliol de 1661 - 21 de desembre de 1663 mort)
- Michelangelo Bonadies † (12 de maig de 1665 - 27 d'agost de 1686 mort)
- Francesco Antonio Carafa † (24 de novembre de 1687 - 26 d'agost de 1692 mort)
- Andrea Riggio † (20 d'abril de 1693 - 15 de desembre de 1717 mort)
- Filippo Sidoti † (1719 - 1721)[4]
- Álvaro Cienfuegos, S.J. † (20 de gener de 1721 - 21 de febrer de 1725 nomenat arquebisbe de Monreale)
- Alessandro Burgos † (10 de març de 1726 - 20 de juliol de 1726 mort)
- Raimondo Rubí, O.Cart. † (26 de novembre de 1727 - 20 de gener de 1729 mort)
- Pietro Galletti † (28 de novembre de 1729 - 6 d'abril de 1757 mort)
- Salvatore Ventimiglia, C.O. † (19 de desembre de 1757 - 1771 dimití)
- Corrado Maria Deodato de Moncada † (10 de maig de 1773 - 23 d'octubre de 1813 mort)
- Gabriele Maria Gravina † (23 de setembre de 1816 - 24 de novembre de 1817 nomenat arquebisbe titular de Melitene)
- Salvatore Ferro Berardi † (16 de març de 1818 - 15 de desembre de 1819 mort)
- Domenico Orlando, O.F.M.Conv. † (24 de novembre de 1823 - 21 d'abril de 1839 mort)
- Felice Regano † (11 de juliol de 1839 - 29 de març de 1861 mort)
  - Sede vacante (1861-1867)
- Beat Giuseppe Benedetto Dusmet, O.S.B. † (22 de febrer de 1867 - 4 d'abril de 1894 mort)
- Giuseppe Francica-Nava de Bontifè † (18 de març de 1895 - 25 de juliol de 1928 nomenat nunci apostòlic a Espanya)
- Emilio Ferrais † (7 de desembre de 1928 - 23 de gener de 1930 mort)
- Carmelo Patané † (7 de juliol de 1930 - 3 d'abril de 1952 mort)
- Guido Luigi Bentivoglio, O.C.S.O. † (3 d'abril de 1952 - 16 de juliol de 1974 jubilat)
- Domenico Picchinenna † (16 de juliol de 1974 - 1 de juny de 1988 jubilat)
- Luigi Bommarito (1 de juny de 1988 - 7 de juny de 2002 jubilat)
- Salvatore Gristina, (7 de juny de 2002 - 8 de gener de 2022 jubilat)
- Luigi Renna, des del 8 de gener de 2022

## Estadístiques
El 2016, la diòcesi tenia 736.700 batejats sobre una població de 746.549 persones, equivalent al 98,7% del total.

| any  | població | població | població | sacerdots | sacerdots       | sacerdots       | sacerdots             | diaques | religiosos | religiosos | parroquies |
| ---- | -------- | -------- | -------- | --------- | --------------- | --------------- | --------------------- | ------- | ---------- | ---------- | ---------- |
| any  | batejats | total    | %        | total     | clergat secular | clergat regular | batejats por sacerdot | diaques | homes      | dones      |            |
| 1949 | 445.000  | 450.000  | 98,9     | 493       | 311             | 182             | 902                   |         | 303        | 911        | 83         |
| 1959 | 547.000  | 555.100  | 98,5     | 512       | 300             | 212             | 1.068                 |         | 433        | 1.311      | 111        |
| 1969 | ?        | 625.379  | ?        | 542       | 309             | 233             | ?                     |         | 444        | 1.342      | 123        |
| 1980 | 668.803  | 672.953  | 99,4     | 527       | 275             | 252             | 1.269                 |         | 335        | 1.172      | 143        |
| 1990 | 700.000  | 725.370  | 96,5     | 481       | 249             | 232             | 1.455                 |         | 295        | 1.021      | 148        |
| 1999 | 695.000  | 720.198  | 96,5     | 463       | 259             | 204             | 1.501                 | 19      | 243        | 838        | 152        |
| 2000 | 716.000  | 731.056  | 97,9     | 415       | 264             | 151             | 1.725                 | 20      | 184        | 573        | 152        |
| 2001 | 716.000  | 731.056  | 97,9     | 418       | 267             | 151             | 1.712                 | 20      | 184        | 573        | 152        |
| 2002 | 695.000  | 709.682  | 97,9     | 456       | 273             | 183             | 1.524                 | 32      | 215        | 631        | 152        |
| 2003 | 695.000  | 703.946  | 98,7     | 450       | 274             | 176             | 1.544                 | 34      | 223        | 658        | 153        |
| 2004 | 724.332  | 733.656  | 98,7     | 425       | 266             | 159             | 1.704                 | 35      | 202        | 709        | 154        |
| 2006 | 724.886  | 734.218  | 98,7     | 400       | 259             | 141             | 1.812                 | 34      | 176        | 991        | 155        |
| 2013 | 737.000  | 746.999  | 98,7     | 336       | 237             | 99              | 2.193                 | 41      | 109        | 379        | 157        |
| 2016 | 736.700  | 746.549  | 98,7     | 346       | 228             | 118             | 2.129                 | 55      | 134        | 358        | 157        |